# Raionul Borîspil (pre-2020), Kiev
Borîspil (în ucraineană Бориспільський район, transliterat: Borîspilskîi raion) este un raion în regiunea Kiev, Ucraina. Reședința sa este orașul Borîspil.

## Demografie
Componența lingvistică a raionului Borîspil
     Ucraineană (95,67%)
     Rusă (3,82%)
     Alte limbi (0,36%)
Conform recensământului din 2001, majoritatea populației raionului Borîspil era vorbitoare de ucraineană (95,67%), existând în minoritate și vorbitori de rusă (3,82%).